# Міттердорф-ім Мюрцталь
Міттердорф-ім Мюрцталь (нім. Mitterdorf im Mürztal) — поселення комуни Санкт-Барбара-ім-Мюрцталь  (нім. Marktgemeinde)  в Австрії, у федеральній землі Штирія. 
Входить до складу округу Брук-Мюрццушлаг.  Населення становить 2,378 осіб (станом на 31 грудня 2013 року). Займає площу 11 км².